# Миланко Реновица
Миланко Реновица (Балтићи, код Сокоца, 19. октобар 1928 — Праг, 2. новембар 2013) био је друштвено-политички радник СФР Југославије и СР Босне и Херцеговине.

## Биографија
Након завршетка Другог светског рата био је председник Народне омладине Југославије за Соколац. С временом је постао председник општине Соколац, а затим директор дрвно-индустријског предузећа „Романија“. Завршио је Високу привредну школу и након тога отишао у Сарајево. Тамо је био изабран за председника Привредне коморе.
Био је председник Извршног већа СР Босне и Херцеговине од 28. априла 1974. до 28. априла 1982. у два мандата, председник Председништва СР Босне и Херцеговине од 26. априла 1983. до 26. априла 1985. и председник Председништва Централног комитета Савеза комуниста Југославије од 28. јуна 1986. до 30. јуна 1987. године. На Тринаестом конгресу СКЈ 1986. године, изабран је за члана Централног комитета СКЈ.
Након друштвено-политички промена почетком 1990-их, отишао је у пензију и вратио се у Соколац.
Умро је 2. новембра 2013. године у Војној болници у Прагу, након тешке болести. Сахрањен је у породичној гробници на гробљу у Сокоцу.